# Camas Creek Cutoff Road
La Camas Creek Cutoff Road est une route du comté de Flathead, dans le Montana, dans le nord-ouest des États-Unis. Protégée au sein du parc national de Glacier, elle a été construite dans les années 1960 dans le cadre de la Mission 66. Elle est inscrite au Registre national des lieux historiques depuis le 11 juillet 2014.